# Encuentro Internacional de Escultura en Madera-Piedra-Hierro de Rosario
El Encuentro Internacional de Escultura en Madera-Piedra-Hierro de Rosario es un evento artístico anual, que se desarrolla desde 1993 en Rosario, provincia de Santa Fe, Argentina.
Es organizado por la Asociación de Escultores de Rosario.
El evento convoca a escultores de Argentina y a numerosos artistas extranjeros, y dura una semana. Se celebra al aire libre y delante de los ojos del público. Los artistas deben trabajar un tronco bloque de 180×50 cm, o una piedra irregular de 0,25 m³, o piezas de hierro, para crear una escultura.
Los trabajos en piedra y en metal se colocan en lugares públicos de la ciudad.